# Fox Stevenson
Stanley Stevenson Byrne (nascido em 25 de janeiro de 1993), mais conhecido por seu nome artístico Fox Stevenson (e anteriormente como Stan SB), é um cantor, compositor DJ e produtor inglês de bass music. Ele lançou dez EPs sob o nome de Fox Stevenson, um como Stan SB e participou de duas compilações como Stan SB e dezoito como Fox Stevenson.

## Carreira musical
O interesse de Stevenson pela produção de música eletrônica começou no início dos anos 2000, quando fez seu primeiro lançamento no site Newgrounds. Ele tinha 15 – 16 anos quando criou sua primeira faixa vocal. Mais tarde, ele ganhou destaque na comunidade musical Liquicity do YouTube, onde "Cloudhead", uma de suas primeiras faixas como Stan SB, foi apresentada.
Seus trabalhos também são publicados na plataforma de distribuição de áudio SoundCloud desde 2012, sob o pseudônimo Stan SB e a partir de 2013 sob o pseudônimo Fox Stevenson. Em 2013, ele lançou um EP intitulado Endless, cuja faixa-título desde então ganhou mais de 1,6 milhões de audições no SoundCloud.
Em 2014, ele anunciou o lançamento de sua própria gravadora, Cloudhead Records, sob a qual lançou um EP intitulado All This Time no mesmo ano. Em julho de 2014, Stevenson lançou Throwdown, um EP acompanhado por uma estreia online ao vivo.
Em agosto de 2015, ele lançou uma colaboração na Spinnin 'Records com o artista britânico de EDM Curbi, intitulada Hoohah . Ele assinou com a gravadora de dubstep Disciple em março de 2016 e em abril de 2016 lançou seu primeiro EP pela gravadora, No Fox Given . Em 12 de setembro de 2016, Fox Stevenson lançou um single intitulado "Rocket" on Disciple for the Alliance, vol. 3 EP.
Seu álbum de estreia, Killjoy, foi lançado em 18 de outubro de 2019.

## Gêneros
Fox é particularmente conhecido por criar faixas liquid drum & bass, house e dubstep. Ele também experimenta muitos gêneros musicais, afirmando que "há toneladas de complexidades para todo e qualquer gênero".

## Discografia

### Como Stan SB

#### EPs
| Título           | Detalhes                                                                                            |
| ---------------- | --------------------------------------------------------------------------------------------------- |
| Anyone Out There | - Data de lançamento: 13 de janeiro de 2013 - Rótulo: Subsphere Records - Formato: download digital |

#### Singles
| Ano  | Título                        |
| ---- | ----------------------------- |
| 2012 | "Your Own Way" (com Feint)    |
| 2013 | "The Secret" (com Candyland ) |

#### Remixes
| Ano  | Artista | Título                          | Álbum                  |
| ---- | ------- | ------------------------------- | ---------------------- |
| 2012 | Fingir  | "Horizons" (apresentando Veela) | Horizons EP            |
| 2013 | 3OH! 3  | "Back to Life"                  | Back to Life (Remixes) |

#### Participações em coletâneas selecionadas
| Ano  | Título                            | Álbum                                |
| ---- | --------------------------------- | ------------------------------------ |
| 2013 | "Get What I Can"                  | Galaxy of Dreams - Liquicty Presents |
| 2013 | "Anyone Out There" ( Maduk Remix) | Galaxy of Dreams - Liquicty Presents |
| 2015 | "Anyone Out There"                | Liquicity Memoirs                    |

### Álbuns
| Título  | Detalhes                                                                                                   |
| ------- | --- |
| Killjoy | - Data de lançamento: 18 de outubro de 2019 - Gravadora: AntiFragile Music - Formato: download digital, LP |

### EPs
| Título                  | Detalhes                                                                                                 |
| ----------------------- | --- |
| Endless                 | - Data de lançamento: 15 de outubro de 2013 - Gravadora: FirePower Records - Formato: download digital   |
| Turn It Up              | - Data de lançamento: 25 de março de 2014 - Etiqueta: Cloudhead Records - Formato: download digital      |
| All This Time           | - Data de lançamento: 26 de maio de 2014 - Etiqueta: Cloudhead Records - Formato: download digital       |
| Throwdown               | - Data de lançamento: 15 de julho de 2014 - Gravadora: FirePower Records - Formato: download digital     |
| Free Stuff              | - Data de lançamento: 21 de setembro de 2015 - Formato: download digital                                 |
| No Fox Given            | - Data de lançamento: 18 de abril de 2016 - Gravadora: Disciple Recordings - Formato: download digital   |
| Seoul Remix             | - Data de lançamento: 31 de maio de 2017 - Etiqueta: Cloudhead Records - Formato: download digital       |
| For Fox Sake            | - Data de lançamento: 27 de outubro de 2017 - Gravadora: Disciple Recordings - Formato: download digital |
| Take You Down / Melange | - Data de lançamento: 12 de março de 2018 - Etiqueta: Liquidicity Records - Formato: download digital    |
| Glue Gun / Never Before | - Data de lançamento: 21 de maio de 2018 - Etiqueta: Liquidicity Records - Formato: download digital     |

### Singles
| Ano                                                              | Título                          | Maior colocação nas paradas | Maior colocação nas paradas |
| Ano                                                              | Título                          | NED                         | BEL                         |
| ---------------------------------------------------------------- | ------------------------------- | --------------------------- | --------------------------- |
| 2013                                                             | "Sandblast"                     | —                           | —                           |
| 2014                                                             | "Tico"                          | —                           | —                           |
| 2014                                                             | "Sweets (Soda Pop)"             | 16                          | 28                          |
| 2014                                                             | "Sandblast" (VIP)               | —                           | —                           |
| 2015                                                             | "Hoohah" (com Curbi)            | —                           | —                           |
| 2015                                                             | "Comeback"                      | —                           | —                           |
| 2016                                                             | "Rocket"                        | —                           | —                           |
| 2016                                                             | "Flash"                         | —                           | —                           |
| 2016                                                             | "Hoohah (VIP Edit)" (com Curbi) | —                           | —                           |
| 2017                                                             | "Chatterbox" (com Mesto)        | —                           | —                           |
| 2017                                                             | "Knowhow"                       | —                           | —                           |
| 2017                                                             | "Funky Uncle"                   | —                           | —                           |
| 2017                                                             | "Arigatou"                      | —                           | —                           |
| 2017                                                             | "Lighthouse" (com Ookay)        | —                           | —                           |
| 2018                                                             | "Bulgogi"                       | —                           | —                           |
| 2018                                                             | "Something"                     | —                           | —                           |
| 2018                                                             | "Out On My Own"                 | —                           | —                           |
| 2018                                                             | "Peace Of Mind"                 | —                           | —                           |
| 2018                                                             | "Bruises"                       | —                           | —                           |
| 2019                                                             | "Out My Head"                   | —                           | —                           |
| 2019                                                             | "Out My Head (145 Remix)"       | —                           | —                           |
| 2019                                                             | "Go Like"                       | —                           | —                           |
| 2019                                                             | "Go Like (D&B Mix)"             | —                           | —                           |
| 2019                                                             | "Okay"                          | —                           | —                           |
| 2019                                                             | "Killjoy"                       | —                           | —                           |
| 2019                                                             | "Cavalier"                      | —                           | —                           |
| 2019                                                             | "Hold Steady"                   | —                           | —                           |
| 2019                                                             | "Dreamland"                     | —                           | —                           |
| 2019                                                             | "Perfect Lie"                   | —                           | —                           |
| 2019                                                             | "Headlights"                    | —                           | —                           |
| 2020                                                             | "Like That"                     | —                           | —                           |
| 2020                                                             | "Lava"                          | —                           | —                           |
| 2020                                                             | "Don't Care Crown"              | —                           | —                           |
| 2020                                                             | "New Amsterdam"                 | —                           | —                           |
| 2020                                                             | "Just Don't Mind"               | —                           | —                           |
| 2020                                                             | "All Eyes On Me"                | —                           | —                           |
| "—" indica que o single não figurou na parada ou não foi lançado |                                 |                             |                             |

### Remixes
| Ano  | Artista                     | Título                                      | Álbum                                         |
| ---- | --------------------------- | ------------------------------------------- | --------------------------------------------- |
| 2013 | Stafford Brothers           | "Hands Up (FMF 2013 Anthem)" (com Lil Jon ) | Hands Up (FMF 2013 Anthem) EP                 |
| 2014 | Dodge & Fuski e Nick Thayer | "Playboy"                                   | Playboy (Fox Stevenson Remix)                 |
| 2014 | Flux Pavilion               | "Gold Love" (com Rosie Oddie)               | Remixes de rodovia                            |
| 2015 | Priority One and TwoThirds  | "City Needs Sleep"                          | Alchemy – Liquicity Presents                  |
| 2016 | Zedd                        | "I Want You to Know" (com Selena Gomez )    | I Want You to Know (com Selena Gomez) Remixes |
| 2018 | Crankdat                    | "Reasons to Run"                            | Reasons to Run (Remixes)                      |
| 2019 | Fox Stevenson               | "Out My Head"                               | Out My Head (Fox Stevenson e Feint Remix)     |
| 2019 | Maduk e Denis Pedersen      | "Miles Apart"                               | Liquidicity Reflections 3                     |
| 2020 | Feint                       | "Outbreak" (com Mylk)                       | Rocket League x Monstercat - Legacy           |

### Participações selecionadas
| Ano  | Título                          | Álbum                      |
| ---- | ------------------------------- | -------------------------- |
| 2013 | "Sandblast"                     | Shell Shock Vol. 2         |
| 2014 | "Tico"                          | Grand Central              |
| 2015 | "Sandblast (VIP)"               | Cloudheaded Vol. 1         |
| 2016 | "Saloon (VIP)"                  | Reinforcements Vol. 4      |
| 2016 | "Rocket"                        | Alliance Vol. 3            |
| 2016 | "Flash"                         | Alchemy 2                  |
| 2017 | "Knowhow"                       | Rampage                    |
| 2017 | "Rocket"                        | Apocalypse                 |
| 2017 | "Funky Uncle"                   | We Are Kin Vol. 2          |
| 2017 | "Lighthouse"                    | Monstercat Uncaged Vol. 3  |
| 2018 | "Something"                     | Galaxy Of Dreams 3         |
| 2018 | "Out On My Own"                 | Disciple x Jericho         |
| 2018 | "Peace Of Mind"                 | Alliance Vol. 4            |
| 2018 | "Bruises"                       | Destinations Vol. 1        |
| 2018 | "Take You Down"                 | Liquicity Drum & Bass 2018 |
| 2018 | "The Heat"                      | Disciple x Miniladd        |
| 2019 | "Here We Go" (com Barely Alive) | Alliance Vol. 5            |
| 2020 | "Just Don't Mind"               | Alliance Vol. 6            |

## Videoclipes
| Ano  | Título                           | Diretor         |
| ---- | -------------------------------- | --------------- |
| 2013 | "Anyone Out There" (Maduk Remix) | Mateo Vega      |
| 2014 | "All This Time"                  | Keith Creedy    |
| 2014 | "Sweets (Soda Pop)"              | San Charoenchai |
| 2015 | "High Five!"                     | Justin Donnelly |
| 2015 | "Hoohah (com Curbi)"(com         | hekje           |
| 2015 | "Comeback"                       | Tom Anderson    |
| 2017 | "Arigatou"                       | Luc Trombini    |
| 2019 | "Out My Head"                    | Alexander Koht  |
| 2019 | "Killjoy"                        | Alexander Koht  |
| 2020 | "Like That"                      | Bailey Hyatt    |